# Radványi György
Radványi György DLA (Ózd, 1949. augusztus 4. – Budapest, 2020. június 26.) Ybl Miklós-díjas magyar építőművész, a Magyar Művészeti Akadémia (MMA) levelező tagja.

## Életpályája
A Budapesti Műszaki és Gazdaságtudományi Egyetemen folytatta felsőfokú tanulmányait, ahol a Középülettervezési Tanszéken a legendás Hofer Miklós konzulensi segítségével végezte el az egyetemet. A diplomamunkája egy főiskolai sportcsarnok tervezése volt. 1973-ban szerzett építészmérnöki diplomát, amelyet az Építéstudományi Egyesület és a Magyar Építészek Szövetségének diplomadíjával jutalmaztak. Diplomaszerzése után elnyert ösztöndíjával fél évet tanult a világ akkortájt legnevesebb építészeti műhelyében, a U.P. d'Architecture de Marseille-Luminy Paul Quintrand professzor alapította GAMSAU kutatócsoportjában, ahol a hetvenes évek kiemelkedő francia építészei formálták látásmódját.
1998-ban DLA fokozatot szerzett. A Műegyetem címzetes egyetemi tanáraként, illetve Sátoraljaújhely és Füzér főépítészeként dolgozott. Az Országos Doktori Tanács regisztrált oktatója. Szakmai tapasztalatait, közösségszervező képességét, kiterjedt nemzetközi kapcsolatrendszerét önzetlenül mindenkor a fiatal építészek javára fordította. 2018 óta a Magyar Művészeti Akadémia Építőművészeti Tagozatának levelező tagja.

## Alkotói életműve
Alkotói életműve Sátoraljaújhely és Széphalom általa tervezett épületeiben teljesedik ki, melyek közül is különleges értéket képvisel a Kazinczy emlékhely kertjében megépült Magyar Nyelv Múzeuma. Sátoraljaújhely és Füzér főépítészeként végzett tevékenysége messze túlmutat az általános tennivalókon, sokkal inkább afféle sajátos kultúrmisszió, a helyi közösség szolgálata. Munkái közül kiemelkedik a balatonarácsi Műteremház, a Pécsi Galéria és Kisgaléria, a nagylóki Harangtorony, a szolnoki Kossuth tér, a nagykanizsai Madonna szobor talapzata, a Magas-hegyi falmászóközpont, a várpalotai Thury-vár, és a sátoraljaújhelyi Bortemplom, számos családi ház, iroda, óvoda, étterem, orvosi rendelő és intézmény mellett.

## Díjak, elismerések
Számos elismerése közül kiemelkedik az Év Lakóháza elismerés, amelyet 1988-ban vehetett át. 1998-ban Ybl Miklós-díjjal tüntették ki. 2008-ban Sátoraljaújhely díszpolgára lett, 2010-ben pedig Möller István Jubileumi emlékéremmel jutalmazták munkásságát. 2015-ben pedig a Magyar Művészeti Akadémia Építőművészeti Tagozatának díjával ismerték el munkásságát.

## Fontosabb művei

### Épületek[5]
- A Magyar Nyelv Múzeuma (Széphalom, 2008)
- Szent Imre rk. plébániatemplom felújítása (Nagykanizsa, 2009)
- Madonna szobor talapzat (Nagykanizsa, Piarista Gimnázium udvara, 2010)
- Thury-vár felújítása és látogatóbarát fejlesztése (Várpalota, 2011)

## Kötetei
- Tervezési ismeretek. Útmutató 1.; szerk. Radványi György; Műszaki Főiskola, Építőipari Kar, Épülettervezési Tanszék, Pécs, 1977
- Szabadkézi rajz; összeáll. Radványi György; Műszaki Főiskola, Magasépítési Intézet, Építészeti-Alaptárgyi Munkacsoport, Pécs, 1980